# Кучерівка (Львівський район)
Куче́рівка — село в Україні, у Львівському районі Львівської області. Населення становить 98 осіб. Орган місцевого самоврядування — Перемишлянська міська рада.